# Solpuga robusta
Solpuga robusta är en spindeldjursart som beskrevs av Frade 1940. Solpuga robusta ingår i släktet Solpuga och familjen Solpugidae. Inga underarter finns listade i Catalogue of Life.